# Fonte di energia primaria
Una fonte di energia primaria è una risorsa naturale che costituisce, o da cui è possibile ricavare, un prodotto energetico.
Rientrano in questa classificazione sia fonti rinnovabili (quali ad esempio l'energia solare, eolica, energia idraulica, geotermica, l'energia delle biomasse) sia fonti esauribili, come i combustibili direttamente utilizzabili (petrolio, gas naturale, carbone) o l'energia nucleare.
Si differenziano dalle fonti di energia secondaria in quanto queste ultime possono essere utilizzate solo a valle di una trasformazione di energia (come l'energia elettrica o l'idrogeno).
Qualunque massa, in ragione della sua energia potenziale, potrebbe essere vista come una fonte primaria di energia; a causa di ciò, si conviene di utilizzare tale definizione solo per quelle forme di energia che siano direttamente e "facilmente" utilizzabili e rispondano dunque a dei requisiti di "concentrabilità", "indirizzabilità", "continuità" e "regolabilità".